# Axialkolbenpumpe

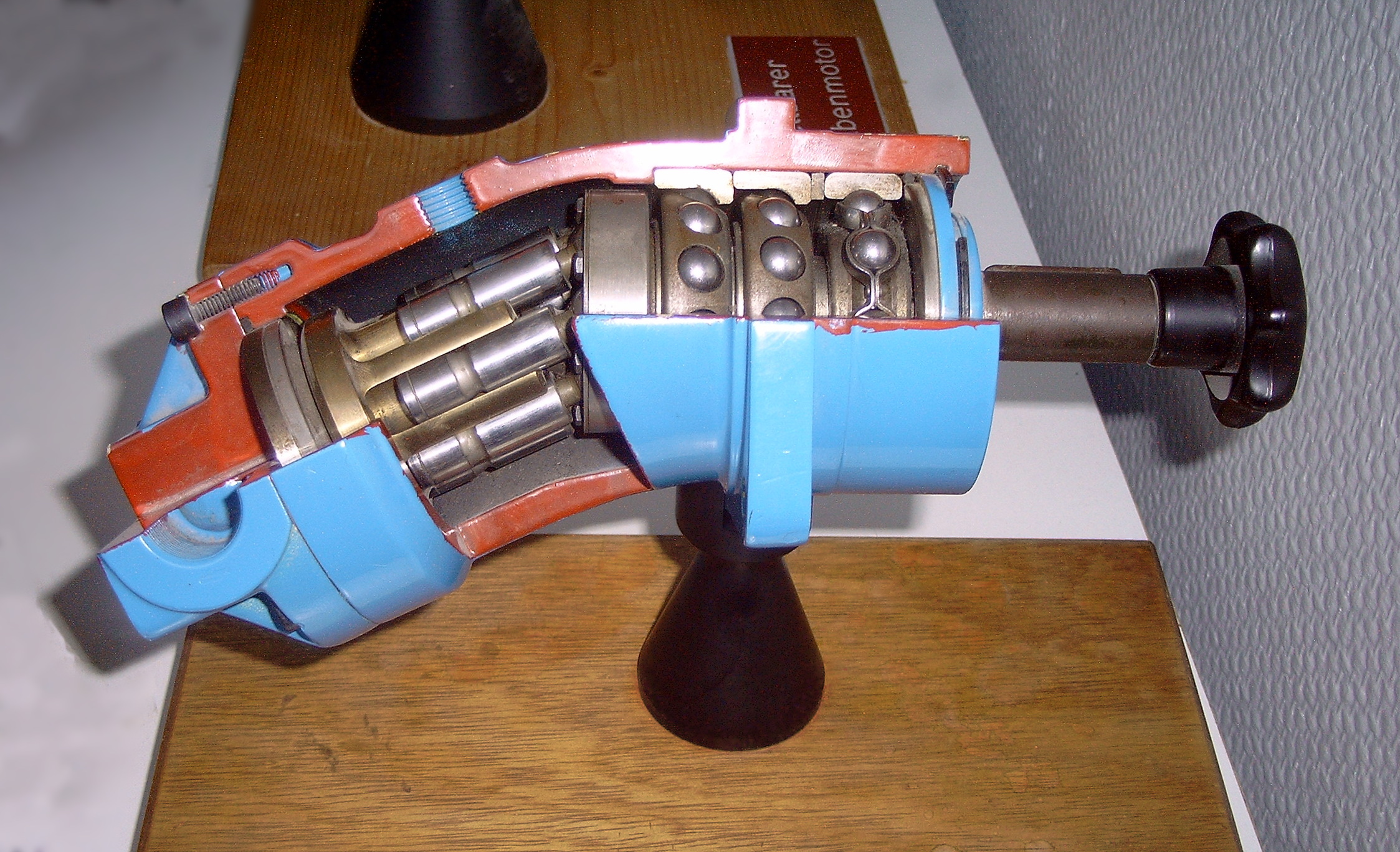
Eine Hydraulik-Axialkolbenpumpe im Schnitt

Eine Axialkolbenpumpe ist ein in der Hydraulik eingesetztes Gerät zur Umwandlung von mechanischer in hydraulische Energie. Axialkolbenpumpen werden sowohl in industriellen Anwendungen (z. B. Schwermaschinenbau, Kunststoffmaschinenbau) als auch in mobilen Arbeitsmaschinen verwendet. Dabei wird zwischen zwei verschiedenen Bauformen unterschieden: Schrägachsenpumpe (auch Schrägtrommelpumpe oder Schwenkkopfpumpe) und Schrägscheibenpumpen (auch Schiefscheibenpumpe). Sie können konstantes oder variables Fördervolumen sowie Förderrichtung  haben.
Sie werden in hydrostatischen Getrieben in Fahrzeugen eingesetzt. Dabei wird Leistung (Drehzahl und Drehmoment) über Öldruck (maximal etwa 420 bar) übertragen. Der Ölfluss ist dabei stufenlos regelbar, dadurch ergibt sich ein stufenlos verstellbares Getriebe mit sehr hoher Leistungsdichte. Typische Einsatzbereiche sind Bagger, Radlader, vermehrt Traktoren, Pistenraupen, Mähdrescher und viele andere Langsamfahrer.
Im Vergleich mit einem Drehmomentwandler zeigen sich die verschiedenen hydraulischen Prinzipien:
- Im hydrodynamischen Wandler wird über den Ölfluss ein Moment am Abtrieb erzeugt.
- Im hydrostatischen Getriebe wird über den Öldruck ein Moment am Abtrieb erzeugt.

Die Kolben stützen sich in Kugelpfannlagern axial ab und nehmen die Trommel radial mit.
Eigenschaften von Schrägachsenpumpen:
- selbstansaugend und leicht anfahrbar
- schmutzunempfindlich
- für wechselnde Druckbelastung geeignet
- neigen beim Beschleunigen und Verzögern zu Schwingungen
- Volumenstrom lässt sich verstellen
- lassen sich nicht schnell verstellen

Axialkolbenpumpe – Zeichnungen
Seitenansicht mit  Beschriftung
3D-Render mit Beschriftung
Animation

Axialkolbenpumpe einer Metallschneidemaschine
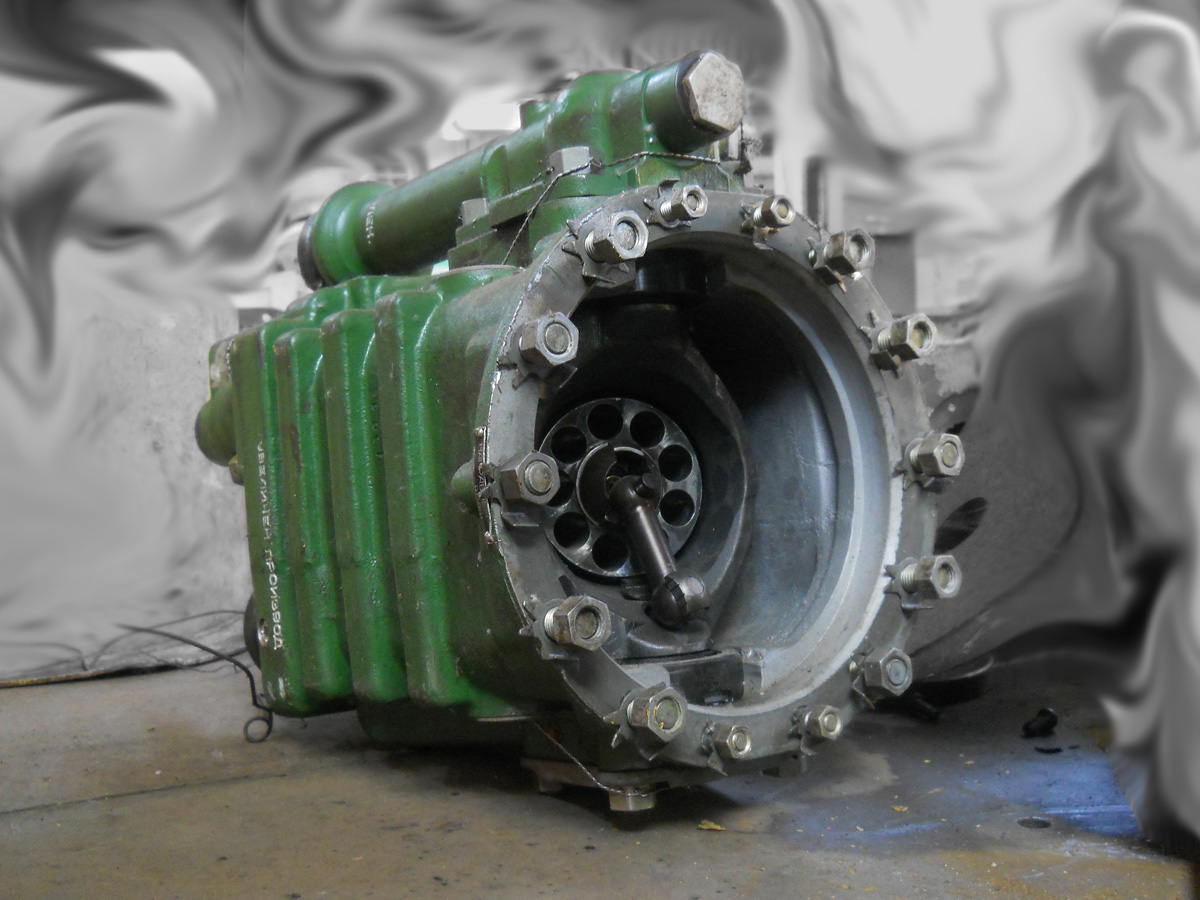
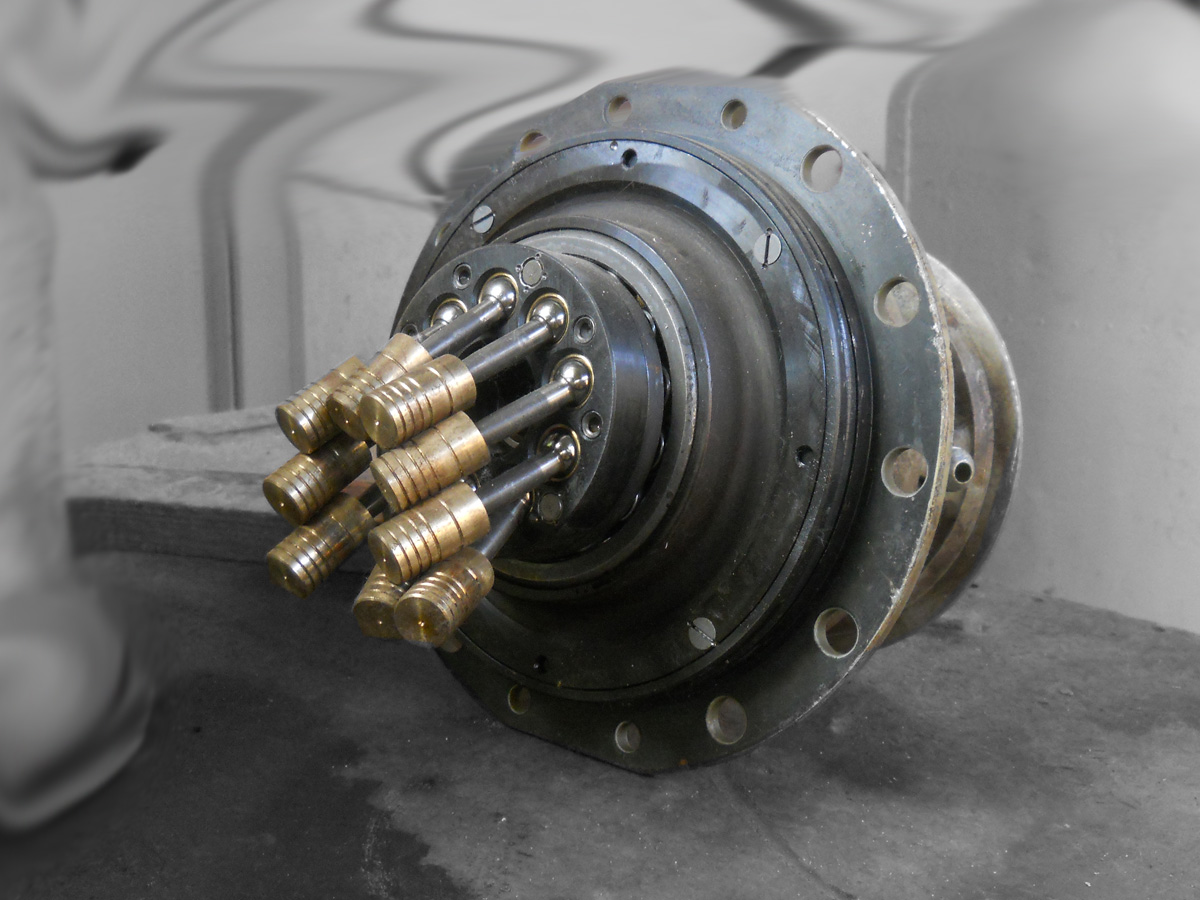